# Matematička zagonetka
Matematička zagonetka (ili "mozgalica") je zagonetka zasnovana na matematičkim pravilima. Matematička pravila su najčešće iz oblasti teorije brojeva ili geometrije.
Namijenjene su prvenstveno za jednog igrača, koji na osnovu datih uvjeta treba riješiti zagonetku. Matematičke zagonetke se ne mogu rješavati bez poznavanja matematike, za razliku od matematičkih igara, kod kojih to nije nužno.
Poznati izumitelji takvih igara bili su Henry Dudeney i Sam Loyd. Martin Gardner je također poznat po mnogim novim igrama koje je izumio i objavio. Većina zadataka se objavljuje u obliku neke zanimljive priče ili anegdote, da se izbjegne suhoparna matematička terminologija.
Veliki broj novina i časopisa s enigmatikom redovito, pored križaljki, objavljuje matematičke zagonetke za zabavu svojih čitatelja. Matematičke zagonetke se u velikom broju mogu naći i interaktivno igrati na Internetu.

## Vrste zagonetaka
Matematičke zagonetke se mogu podijeliti na osnovu oblasti matematike za koju su vezane. Ova podjela nije striktna, jer se neke zagonetke mogu svrstati u više kategorija.
- Geometrijske zagonetke
  - tangram
  - pentomino
- Zagonetke iz teorije brojeva
  - parazitski broj
- Logičke zagonetke
  - zebra (zagonetka)
- Kombinatorne zagonetke
  - kriptogram
  - sudoku
- Ostale zagonetke
  - Rubikova kocka

## Vanjske poveznice
- Knjiga Amusements in Mathematics na projektu Gutenberg
- Knjiga The Canterbury Puzzles na projektu Gutenberg
- Online igre na web stranici "Enigmoteke"  Arhivirana inačica izvorne stranice od 11. prosinca 2011. (Wayback Machine)